# Berberis nervosa
Berberis nervosa är en berberisväxtart som beskrevs av Frederick Traugott Pursh. Berberis nervosa ingår i släktet berberisar, och familjen berberisväxter. Inga underarter finns listade i Catalogue of Life.

## Bildgalleri

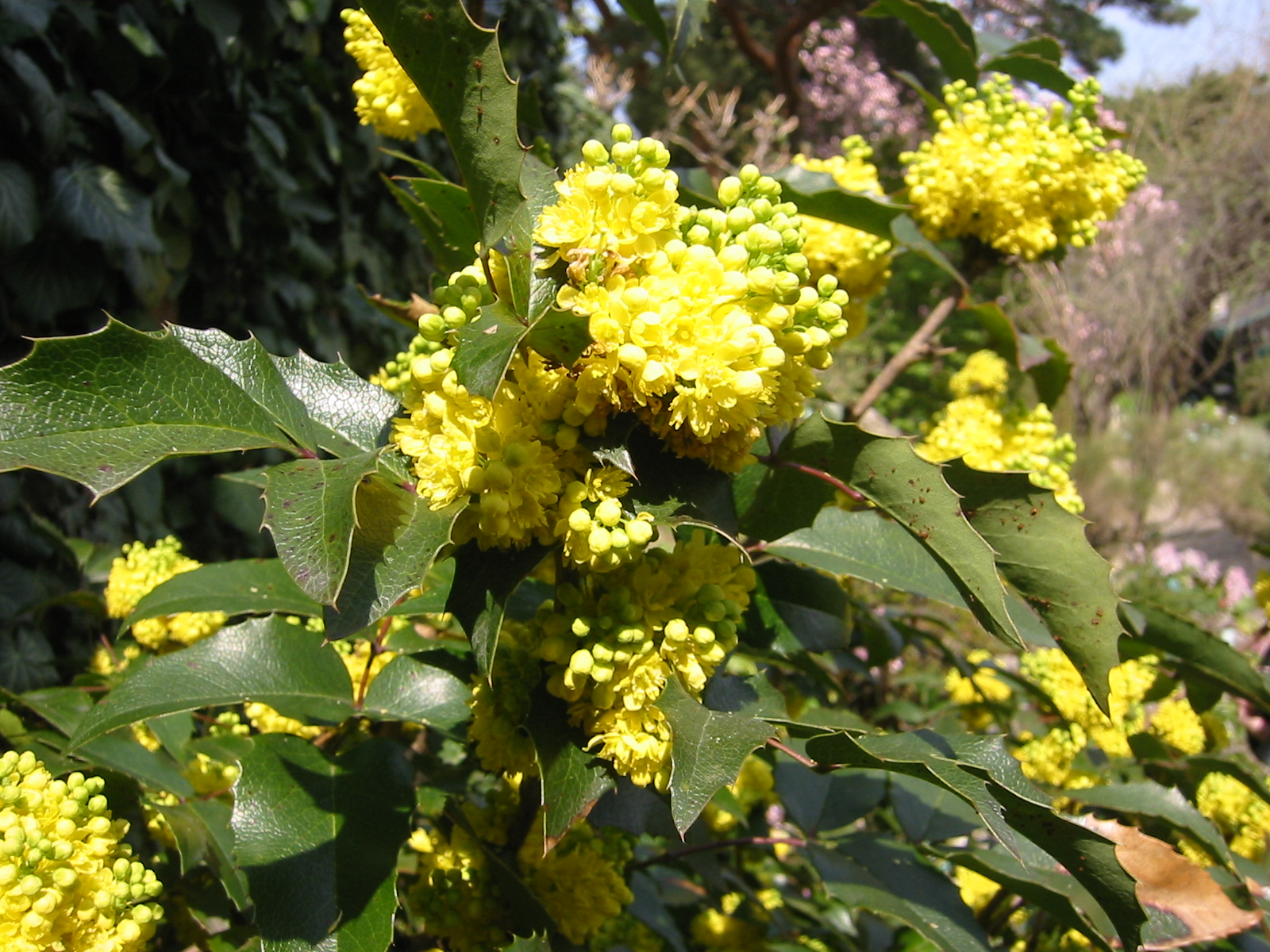